# 棋風
棋風（きふう）は、将棋や囲碁などのボードゲームにおける着手の特徴。また、囲碁に関しては「碁風」と表記されることもある。

## 概要
二人零和有限確定完全情報ゲームでは、理論上は完全な先読みが可能ではあるが、現実的には指せる手の選択肢が多く、時間の制限もある。またゲームに対する棋士の考え方などにも影響されるため、同じ局面を同じ技量の棋士が検討しても指し方に違いが現れる。

## 将棋
将棋の場合、「居飛車党」と「振り飛車党」に大別され、双方を差しこなす棋士を「オールラウンダー」と呼ぶ。そして防御が上手い「受け将棋」の棋風、攻撃を重視する「攻め将棋」の棋風がある。
「居飛車党」と「振り飛車党」は、子供の頃にどちらかで始めると変更することは難しくなる。現代のプロ棋士は勝率の高い居飛車党が多いが、大山康晴、小林健二、谷川浩司、北浜健介、片上大輔、広瀬章人や中村太地、黒沢怜生、永瀬拓矢、佐藤天彦のように棋士になって途中から変更した者もいる。また振り飛車党の棋士でも相振り飛車は好まない棋士も多く、大山康晴や藤井猛、久保利明など、相手が飛車を振るなら、自分は居飛車にする棋士もおり、大山康晴が先手の場合に▲7六歩△3四歩▲6六歩△3五歩とされることが多いことが知られる。
定跡データベースを利用した序盤研究が盛んになるにつれ、棋士の個人的な感覚が反映された棋風ではなく、「データベース将棋」と称される、勝率や効率など合理性を追求した棋風も見られるようになっている。またコンピュータ将棋の能力がプロ棋士を超えてからは自身の棋譜を解析して問題点を洗い出したり、コンピュータが生み出した戦法（elmo囲いなど）を取り入れるなどしている。それまで常識とされていた考えより、コンピュータ将棋の評価値を重視した棋風は「AI流」とも呼ばれる。
プロ棋士の特徴的な棋風には「○○流」などのキャッチフレーズがつけられているが、これは原田泰夫が命名したものが多い。

### 代表的な将棋棋士の棋風
天野宗歩
江戸時代の棋士でありながら、隙あらば動く序盤のスピード感覚や、現代風の玉の囲いの使用など、現代の棋士と比べても遜色なく、後に「実力十三段」と称えられる。羽生善治も「歴史上、誰が一番強いと思いますか？」という質問に升田幸三と並べて天野の名を挙げ「今の目で見たらすごいスピード感溢れる将棋を指している。相手がのんびり指しているのでその圧倒的なスピードの違いがよく分かる。現代に現れてもすごい結果を残したのではないだろうか」と評しているなど、最強棋士候補の一人である。
坂田三吉
21世紀以降は指されるようにもなった初手の端歩突きなど、当時にあって独創的な棋風が知られ、彼の棋風は当時「坂田将棋」という名称を生んだくらいの個性が強い将棋として知られた。家元制名人の師匠につき定跡を学び、軽やかな棋風だった関根金次郎にたいして、師匠をもたず我流の力将棋・喧嘩将棋などと言われるが、残された坂田の証言から強い美意識をもって将棋を指していたことが伺われている。升田幸三によると、その指し手も慎重きわまりない手筋だったという。
関根金次郎
棋風は自然流と称されるほど無理のない手で相手を追い詰めていく将棋で、明治から大正時代、攻め将棋が全盛の時代であったころに相手の攻撃を受けてたつ棋風が目立った棋士。
木村義雄
居飛車党。中盤の木村と呼ばれ、のちに「将棋大観」で自身の将棋理論を体系だてて整理し発表。角換わり将棋における「木村定跡」を開発。序盤から一気に終盤に突入する可能性のある腰掛銀はもともと戦後に持ち時間が短くなった棋戦用に木村を倒す為に若い世代が研究を重ねて生まれたが、持ち前の江戸っ子下町根性と誰もが天才と称するその聡明さで見事に自分の戦法として取り入れていく。
花田長太郎
居飛車党で理論に徹した鋭角的な棋風で寄せには定評があり、寄せの花田と称せられた。
土居市太郎
居飛車党で、その棋風と捌きの速度と指し手の合理性は近代将棋の母体ともなったと評される。
金子金五郎
居飛車党で、序盤の金子と称された理論派。
塚田正夫
居飛車党で、相手に屈したように見せながら猛然と反撃に転じる棋風は「屈伸戦法」と呼ばれている。特に若い頃は激しさがあり勝っても負けても異常に手数が短いという傾向がみられ、第6期名人戦の最終局では63手という超短手数で木村14世名人を倒し名人位を手中におさめている。
大野源一
振り飛車の神様の異名を持つ。軽快な棋風で知られ、三間飛車での捌きを得意とした。
升田幸三
オールラウンダー。大駒、特に角の使い方に独特の感性を持つ。局面を打開する逆転の独創性に富む。六段のころまではずっと相手の攻めを受ける将棋であったが、大山康晴が台頭すると、大山が同門ということもあって「攻めの升田、受けの大山」と称された。大山が全盛期を迎える頃からは、「新手一生」を座右の銘として掲げ、数々の新手、升田式石田流や升田式向かい飛車など数々の戦法・序盤戦術を生み出して対抗した。将棋大賞#升田幸三賞は氏に由来。
松田茂役
ツノ銀中飛車からの力戦を得意として「ムチャ茂」の異名をとった。大野源一と並ぶ現代振り飛車の祖といえる。
大山康晴
振り飛車党。若い頃は相居飛車も指したが、居飛車対振り飛車対抗形を得意としている。守りながら敵玉の距離を測るのが上手く、仕留めるときは一気に決めることが多い。囲いで守るよりも序盤は陣形全体のバランスで守り、中盤から徐々に駒を玉側に寄せていくのは独特の感性であり、囲いで守る代表の穴熊を苦にしなかった。羽生善治は大山の棋風について、深く読んで最善手を追求することをせず、大らかに指す棋風であると評している。
花村元司
元真剣師らしくオールラウンドプレーヤーで実戦派の棋士と知られ、棋風から「妖刀使い」の異名を持ち「花村流」はプロ棋士に恐れられた。一方で「ハッタリ将棋」と揶揄する向きも存在したが、それこそが自身の勝負観の表れであるとしてむしろ本人はその言葉を歓迎していたという。当時、大人しい定跡通りの手を指す棋士が多い中にあって、あえて定跡を外した難解な力将棋に持ち込むことで高い勝率を挙げていたほか、また終盤の力があり「終盤の入り口で2:8の差なら五分、3:7なら俺の勝ち」と豪語していた。
二上達也
居飛車の攻め将棋で、二上定跡として有名である相掛かりガッチャン銀戦法が知られる。相矢倉でも守りが薄い状態で攻め込み短手数で終局するため、展開の早い勝負になりやすく、終盤の力で勝負するので「寄せの二上」と呼ばれ、スピーディーな指し回しが大きな持ち味で、木村14世名人も二上のスピードの早い将棋を評価していた。塚田正夫からは自分とその師の花田長太郎とを足して二で割ったようだと称された。
内藤國雄
相振り飛車なども得意のオールラウンダーだが居飛車が多い。指し手のバリエーションが豊富で、「自在流」と呼ばれる。横歩取りの後手番で角を3三に上がり、飛車・角が高く舞う「空中戦法」で、升田幸三賞を受賞。江戸時代の古典将棋に精通し、昭和・平成期の棋戦に度々採用していた。
加藤一二三
居飛車党。良いと思った戦法を指し続けることが多い。代表的な例として矢倉3七銀や、対振り飛車における居飛車舟囲い急戦の礎を築き上げた。中でも対振り飛車用の棒銀は「加藤棒銀」と呼ばれるほど、棒銀にこだわりを持っている。序盤の研究も深く、「加藤流」の名がついたものが多い。先攻しながらも一気にいかずに柔軟に攻めを続けたり、受けつつ力を溜めて一気に攻撃に行くなど、斬り合いに強い。またNHK杯などの持ち時間の少ない早指し将棋も得意で、「一分将棋の神様」「秒読みの神様」との異名もある。
有吉道夫
師の大山康晴と違って居飛車党で「火の玉流」と称された攻め棋風で活躍。
山田道美
居飛車党で戦法の体系化を目指した学究派。特に対振り飛車研究の第一人者。打倒大山康晴を掲げ「山田定跡」を完成させた。
大内延介
豪快な振り飛車戦法を得意とし、特に中飛車で果敢に攻撃する棋風の振り飛車党で、矢倉も急戦矢倉中飛車を愛用し、ツノ銀中飛車や穴熊を得意としたが特に振飛車穴熊を駆使して「怒濤流」と呼ばれ、邪道視されていた穴熊をプロの戦法に昇華させて「穴熊党総裁」とも呼ばれた。
米長邦雄
居飛車党だが、時々振り飛車も指しこなす。中央の厚みを活かす戦い方が多い。終盤で劣勢のとき、紛れを作って逆転することから「泥沼流」と呼ばれる。香車の上に玉を置く「米長玉」で升田幸三賞を受賞している。米長流急戦矢倉など、独特の差し回しで後進の棋士たちに強い影響を与えた。
森安秀光
振り飛車党としては四間飛車を得意とし、ミスター四間飛車と呼ばれる。また「だるま流」と称される粘り強い指し回しは、後身の振り飛車党棋士に強い影響を与えた。
中原誠
居飛車党。攻防のバランスが取れた棋風であり、指されてみれば自然に見える、格調が高い指し回しで圧倒的な強さを誇ったことから、「自然流」と呼ばれる。桂馬の使い方がうまく、「桂使いの名手」と言われる。手を作ることが上手いため「中原流」と呼ばれ、升田幸三賞を受賞する多くの戦法がある。
田中寅彦
洞察力の鋭い居飛車党で居飛車穴熊や串カツ囲い、飛車先不突矢倉、無理矢理矢倉など、多くの序盤戦術の躍進に貢献。
小林健二
居飛車党時代から研究に裏打ちされた戦法・作戦には定評があった。四間飛車を愛用し始めると「スーパー四間飛車」と称された。
谷川浩司
居飛車党。角換わり腰掛け銀と切れ味鋭い終盤の寄せを得意とするが、終盤において早い段階で寄せの手順を読むため「光速の寄せ」「光速流」と言われる。また、指し手に迷うとき、駒が前に行く手を優先することから「谷川前進流」とも呼ばれる。
塚田泰明
16歳でプロ入りしてから居飛車で棋風は「攻め100％」「昇天流」と呼ばれる攻め将棋を得意とする。塚田スペシャルで連勝記録と升田賞を受賞。
南芳一
受けに強い振り飛車党であるが居飛車も多く指す。若い頃はリトル大山と呼ばれるほど、重厚な棋風や対局している姿ともに「地蔵流」と呼ばれてはいるが、敵陣を一気に攻め潰す将棋も多い。その攻めを「地蔵攻撃」と呼ぶことも。
森下卓
居飛車党の本格派で探究心も深く、相矢倉では革命的戦術である森下システムの創始者。
中田功
三間飛車における中田功XPの創始者。その棋風はコーヤン流と評されトッププロにも高評価されている。
清水市代
居飛車党。女流棋士の中では本格派。矢倉の他に相掛かりや急戦、右四間飛車など力戦調の将棋を得意とする。
佐藤康光
オールラウンダー。若手の頃は居飛車党であった。現代における居飛車定跡の先駆者の一人で米長の影響を強く受けている。成算があると思えば危険でも踏み込んでいく特徴があり、直線的な指し手が多い。かつて居飛車を主に指していたころ、相手の得意戦法を真っ向から受けて立つ棋風であったが、タイトル戦への登場が頻繁になった頃から振り飛車も頻繁に採用するようになった。またこの頃から、数々の新手も編み出すようになった（2006年度の将棋大賞で、最優秀棋士賞と升田幸三賞を同時受賞）。なお、深く鋭い読みを持つことから「緻密流」と呼ばれるが、先崎学は「緻密ではなく野蛮」と評している。
郷田真隆
居飛車。初手に飛車先の歩を突くことが多い本格派。常に格調が高い手を追求して指すことで知られる。
丸山忠久
居飛車党。角換わり腰掛け銀などの激しい戦形を得意とし、横歩取り8五飛と角換わりを原動力にして名人位を奪取するが、攻撃的な手よりも渋い手の方が目立つ。終盤で勝勢になっても一気に勝負を決めに行かずに、着実に自身の優勢を積み上げていく厳しい指し回しから、「激辛流」と呼ばれる。
羽生善治
オールラウンダー。急戦・持久戦を問わずに居飛車を好んで指すが、振り飛車を採用することもある。終盤の相手を惑わせる手や気づきにくい妙手は「羽生マジック」と呼ばれる。盤面全体を上手く使う柔軟な棋風で、殆どの戦型で高い勝率を誇るため、得手不得手は際立っていない。
藤井猛
振り飛車党。居飛車穴熊や左美濃を、序盤から一気に撃退しに行く革新的な四間飛車戦法「藤井システム」（98年度升田幸三賞を受賞）の開発や'振り飛車には角交換'の格言を覆す角交換四間飛車（12年度升田幸三賞を受賞）を発展させるなど四間飛車における序盤研究の大家として有名。対急戦にも研究が深く、対棒銀などでも決定打を出している。また、大駒を切って、金銀で露骨に相手玉に迫る「ガジガジ流」でも恐れられている。なお、居飛車の矢倉（藤井矢倉）も指すことがあり、特に、2008年頃から指すことが増えて話題となった。
森内俊之
オールラウンダー。主に角換わりや矢倉を好んで指し、受けのイメージが強いことから「鉄板流」と呼ばれる。
木村一基
居飛車党。激しい将棋でもまずは徹底して受けてから反撃に転じる棋風から「千駄ヶ谷の受け師」とも呼ばれる。相手の攻め駒を辛抱強く攻め返して受ける粘り強さが特徴。
杉本昌隆
振り飛車党。四間飛車を得意とするが、相振り飛車も第一人者で名著「相振り革命」の著者でもある。
鈴木大介
振り飛車党。中飛車を得意としており、豪快かつ繊細な棋風でしられる。
近藤正和
振り飛車党。ゴキゲン中飛車の創始者。受けが常識である中飛車に革命を起こす。
窪田義行
振り飛車党。窪田流とも言うべき独特の振り飛車を用い、力強い棋風で知られる。
渡辺明
居飛車党。かつては穴熊囲いの硬さを生かした将棋を得意とし、居飛車穴熊を対振り飛車以外の戦形でもしばしば用いることもあったほか、振り飛車穴熊も指しこなし、穴熊を連採していたことからプロ間での評価は低かったが、竜王戦で羽生相手に矢倉後手急戦を連続採用したことで、谷川をして「評価が変わった」と言わしめた。2019年頃からはバランス型の将棋にスタイルチェンジし、タイトル三冠を達成や名人位を獲得するなど活躍をみせている。
久保利明
振り飛車党。三間飛車を得意とし、早石田を現代に蘇らせた棋士の一人である。駒の軽い捌きが特徴で「捌きのアーティスト」「カルサバ流」と呼ばれる。久保の左桂の捌きに憧れるプロ棋士も多い。
豊島将之
オールラウンダー。「序盤、中盤、終盤、隙がない将棋」のフレーズは豊島の将棋評からきている。
広瀬章人
オールラウンダー。しばらくは振り飛車穴熊の四間飛車穴熊を得意としていたが、タイトル獲得以降は居飛車を多く指しこなす居飛車党に転身。
藤井聡太
居飛車党。居飛車に留まらず居玉や居金も指す。矢倉や角換わりを得意としていたが、2021年以降はそれまで指さなかった相掛かりが増えている。終盤における収束力は、デビュー当初から定評がある。

## 囲碁
囲碁の場合、足早に地を稼ぐ「実利派」、雄大な厚みを築く「模様派」、力碁に向かう「力戦派」、あらゆる局面を打ちこなす「オールラウンダー」に分類される。さらに細分化すれば、中央の戦いを好む「中の碁」、地味ながら手堅い「渋い碁」、地を稼いで逃げ込み勝利を狙う「逃げ碁」などがある。手番の得意不得意もあり、黒番（先手）の利を生かし素早く攻めるのが得意な「黒の碁」、逆に白番（後手）でコミによる利を生かし着実に進める「白の碁」がある。またヨミ、目算、形勢判断など状況把握の得意不得意もある。
1933年の「新布石」以降は布石の段階から展開が速くなったことや、持ち時間の制約もあり、現代では実利派とオールラウンダーが多いという。またデータベースの活用やコンピュータ囲碁の解析により棋風を客観視できるようになり、若いうちから練習を工夫することで、極端な苦手分野が無いバランスの取れた棋士が多くなっている。プロ棋士もダイレクト三々のようなコンピュータの手法を取り入れている。

### 代表的な囲碁棋士の棋風
本因坊道策
オールラウンダー。従来の力戦ではなく、全局における調和を重視した打ち回しが特徴で同時代の棋士を圧倒し、「碁聖」「十三段」と称揚された。「石の働きを追及する碁」と評された。着想がすでに現代感覚と近かったらしく、酒井猛は「強烈無比の攻め、鮮やかなシノギ、雄大極まりない模様、時に凄まじい地の辛さを兼ね備えている」と評した。
本因坊元丈
模様派。手厚くて攻めの強い碁を好んだ。
本因坊丈和
力戦派。「強力無双」と評された激しい力碁が特徴。
本因坊秀和
模様派。サバキを基調とした軽快な打ち回しが特徴。初見ながら形・筋の急所をすぐさま見つけ、収束させる手厚くて堅塁な碁を好んだ。
本因坊秀策
実利派。「堅実無比」と評された平明華麗な打ち回しが特徴。
本因坊秀甫
模様派。奔放な打ち回しで攻めが強く、一間ジマリを多用した。
本因坊秀栄
実利派。早見え早打ち。平明的な流れの碁を好んだ。
本因坊秀哉
力戦派。力碁に強く、「序盤に策あり」と評された。
木谷實
生涯を通じて何度も棋風を変えたことで有名。低段時代は戦闘的なスタイルだったが、5段時代に呉清源と共に「新布石」を発表し、中央を重視する碁に変化。1936年頃からは実利重視、療養から復帰した1956年以降は先に地を稼いで相手に大模様を張らせて突入する戦法を多く採るようになり「木谷流のドカン」と呼ばれるなど、時代と共に変化した。
呉清源
実利派。積極的な打ち回しと大局観、終盤における収束力が優れている。さらにコウに強いと評された。木谷と共に「新布石」の代表格であったが、スピードをより重視した。
高川格
実利派。合理的かつ大局観に明るい碁を打ち、「平明流」と評された。
坂田栄男
実利派。切れ味の鋭いシノギを特徴として「カミソリ坂田」の異名を持ち、数々の妙手、鬼手と呼ばれる手を残している。また、布石での三々を多用した。
藤沢秀行
模様派。中央重視の豪快かつ華麗な打ち回しが特徴。「厚みの働きを最もよく知る」と評され、序盤から中盤にかけて圧倒的な構想力を見せるが、ポカで負けることも多々あった。
大平修三
力線派。攻めが強く、「辺を重視する碁」と評された。
林海峰
実利派。若い頃には粘りのある棋風で「二枚腰」と呼ばれたが、壮年以後は戦闘的な棋風となった。
大竹英雄
模様派。石の形、筋にこだわった手厚い打ちまわしは「大竹美学」と呼ばれ、称えられることが多い。
石田芳夫
実利派。正確なヨセと目算能力から「コンピュータ」と呼ばれた。定石や布石の研究にも定評がある。目外しや三々を好んで用いることでも有名。
加藤正夫
力戦派。圧倒的な戦闘力、攻撃力や、死にそうにない大石をもぎ取ってしまうことから「殺し屋加藤」と恐れられた。一時はヨセの正確さから「ヨセの加藤」と謳われた時代もあった。序盤は厚みを重視することが多い。
武宮正樹
模様派。黒番では、相手に実利を与えて中央に巨大な模様を張る独特のスタイルで「宇宙流」と称された。白番では相手の打ち方によって動き方を決める、平明で流れるような碁から「自然流」と称された。アマチュアに人気がある他、世界の囲碁界に与えた影響も絶大である。
小林光一
実利派。部分の味や含みを残さず「決め打ち」をしてしまうことで有名。形勢有利になると相手に逆転を許さず勝ちきる力に定評があり、しばしば勝負に徹した打ち方と評される。
趙治勲
実利派。低く構えて地を先に稼ぎ、後から相手の模様に侵入して荒らすタイプ。ギリギリまで最善を求める、妥協のない打ち方をする。シノギに定評があり、普通は到底入れないと見られるような地模様に打ち込んで荒らしてしまうことが多い。
小林覚
オールラウンダー。筋を基調とする碁を打ち、若い頃は厚みを活かした追い込みに特徴があった。徐々に地やスピードも重視する棋風に変わってきたと言われる。近年は序盤構想に新境地を見出すことも多い。
片岡聡
模様派。石田芳夫と対比して「新コンピュータ」と呼ばれるほど終盤の正確さが際立つ。筋のよい碁を打つことでも有名。
王立誠
実利派。スピードを重視した実戦的な棋風と評されることが多い。変幻自在な打ちまわしを見せ、中盤から終盤にかけての逆転力は「立誠マジック」と呼ばれ、「最も負かすのが難しい棋士」とも評された。
王銘琬
模様派。「ゾーンプレス」という独自の理論（正確にはサッカーの戦法からの流用）に基づく実利よりも模様・位を重視する独特の碁は「メイエンワールド」と呼ばれる。近年AIが多く採用している、小目または星からの二間高ジマリをAI登場以前から得意布石としていたことから、王の先見の明が評価されている。相手を翻弄する個性的な打ち方に定評がある一方、ポカが多いことでも有名。
依田紀基
模様派。スケールが大きく華麗な碁を好み、布石や捨て石の巧さに定評がある。石の筋を重視し、筋についての考え「筋場理論」を提唱している。たまに大胆な布石を見せることもある。「勝ち碁を勝ちきるのが上手い」と評されるが、時に楽観から大逆転負けを喫することもある。
今村俊也
模様派。石の形が張った手厚い着手を好み「世界一厚い碁」と評される。
結城聡
力戦派。石の働きを追求する戦闘的なスタイル。上段の構えから力で圧倒する。乱戦を好み「武闘派」と称される。
羽根直樹
オールラウンダー。石の形を重視するとされ、時に深いヨミを発揮することもある。戦いにおいては、退くべきは退く無理のない打ち方をする。
高尾紳路
模様派。現代にあっては珍しく、厚みを重視する棋風。手厚い打ち方から繰り出される、重厚な攻めに定評がある。
山下敬吾
力戦派。位の高い碁を志向する。攻撃的で読みが鋭く、実戦的なスタイル。かつては五ノ五や初手天元など意表を突く布石を試みたが、近年はオーソドックスな布石を打つ。また地に辛くなりつつあるともいわれる。
張栩
実利派。部分の読みの速さ、正確さに支えられた戦闘力にも定評がある。早い時点から正確に形勢を見切る能力に長けているといわれる。ヨセの正確さ、コウ絡みの駆け引きの上手さでも有名。
河野臨
実利派。冷静な打ち方で、ヨセで勝負をつけることが多かったが、近年戦闘力を身につけて力強さを増したといわれる。また布石の研究にも熱心で、序盤に工夫が多い。
井山裕太
オールラウンダー。全局的な発想に長けており、定石研究も積極的に行っている。常に最強手を選び、妥協しないことでも有名である。
伊田篤史
模様派。序盤は厚く打ち、中盤にかけて相手を攻める棋風。また目外し二連打や大高目打ちなど、奇抜な布石を敷くことも多い。
一力遼
力戦派。早見え早打ち。序盤から勝負を仕かけていく好戦的な棋風だったが、AIを利用した研究によりしっかり構える碁も打つようになった。
許家元
力戦派。読み、ヨセの正確さに定評がある。小林覚はNHK杯の解説にて「あまり欠点を感じない碁」と評した。
芝野虎丸
オールラウンダー。AI研究に余念がなく、さまざまな着想を柔軟に使いこなす。また複雑な戦いにおいて、非常に正確な読みを発揮する。
藤沢里菜
実利派。ヨセが非常に正確で、囲碁ソフトのLeela Zeroをもじった「リーナ・ゼロ」の異名を持つ。
上野愛咲美
力戦派。厳しい攻めの棋風で「ハンマーパンチ」の異名を持つ。大石を取って勝利することが多い。
寺山怜
序盤では手厚く構え中盤以降に力を発揮する棋風。師匠の藤澤一就は門下で最も藤沢秀行に近い棋風かもしれないと評している。
仲邑菫
入段当初は「手厚い棋風」とされたが、AIの打ち方を取り入れオールラウンダーに変化している。また勝負勘が優れていると評されている。

## チェス
チェスにおいては棋風に相当する用語としてスタイル（Style）と呼ばれる考えがあり、得意とするオープニング、駒の交換の拒否、サクリファイスの頻度、引き分けを積極的に狙うなど、選手の気質や戦略などを表すときに使われる。
攻撃的な「アタッカー」、防御が上手い「ディフェンダー」、バランスの取れた「オールラウンダー」などがある。
ガルリ・カスパロフ
オールラウンダー。ダイナミックな展開を好み、終盤は得意ではないと自らを分析している。データベースソフトで対局相手の棋風をチェックする、食事管理を受けるなど準備に余念が無い。
ボビー・フィッシャー
使用するオープニングのバリエーションは決まっているが、それら知識が豊富なためな相手が研究で上回ることは困難であった。またエンドゲームにも強い。
ワシリー・スミスロフ
穏健なスタイルで、エンドゲームの名手。62歳で挑戦者決定戦の決勝に進み、42歳年下のガルリ・カスパロフと対局するなど晩年まで棋力が衰えなかった。
ホセ・ラウル・カパブランカ
チェスの研究をしていないがミスが少なく「チェス機械」と呼ばれた。自分が優勢になると駒を強制的に交換させる「軍縮の強要」を得意とした。
エマーヌエール・ラスカー
実際の対局では心理状態が重要と考え、心理学の視点から相手のスタイルを綿密に研究した上で対局に挑んでいた。不利な局面からでも最後まで粘るスタイルだったが、これはあえて序盤で不利になり相手を油断させる作戦ともされた。
ヴィクトール・コルチノイ
オールラウンダーだが、特に攻撃を待ち受けてからの反撃を得意とした。複雑な局面の中終盤に強く、「白番では相手にチャンスを与えずに勝つ。黒番では相手にチャンスを与えるが、やはり最後は勝つ」と言われた。世界王者にはなれなかったが、75歳でも世界ランク85位に位置するなど高い棋力を長く保っていたことでも有名。
ミハイル・ボトヴィニク
混戦を得意としサクリファイスにより有利なポジションを得ることに長けていた。自身はオールラウンダーと評価しているが、ガルリ・カスパロフは進路上にある物を一掃するブルドーザーに例えている。
ミハイル・タリ
アタッカー。無謀なサクリファイスにより勝利することから「チェスの奇術師」とも呼ばれた。
チグラン・ペトロシアン
ディフェンダー。自分からはあまり攻めず、攻撃を鉄壁の防御で防ぎ、安全を確保してから攻撃に移るスタイルから「鉄のチグラン（Iron Tigran）」とも呼ばれる。
マグヌス・カールセン
オールラウンダー。中盤で築いた優勢を最後まで崩さないスタイル。当初はアタッカーだったが、攻撃一辺倒ではトップ選手には通じないためバランスのとれたスタイルに変化した。
ボリス・スパスキー
オールラウンダー。相手に合わせる柔軟なスタイルによりタリやペトロシアンなど極端なスタイルの相手とも有利に戦うことができた。